# Dumitru Matcovschi
Dumitru Matcovschi (Vadul-Rascov, 20 de octubre de 1939 - Chisináu, 26 de junio de 2013) fue un escritor moldavo que fue miembro de la Academia de Ciencias de Moldavia. Fue uno de los fundadores del Frente Popular de Moldavia.

## Biografía
Dumitru Matcovschi nació el 20 de octubre de 1939 en Vadul-Rascov, en aquel entonces Rumania, sus padres fueron Leonte y Eudochia Matcovschi. Se graduó de la Universidad estatal de Moldavia en 1961. Fue uno de los fundadores del Movimiento Democrático de Moldova y el Frente Popular de Moldavia. Matcovschi murió el 26 de junio de 2013 después de una cirugía el 14 de junio para extirpar un tumor cerebral.

## Premios
- Ciudadano honorario de Chisináu[7]